# Bermzuring
Bermzuring (Rumex ×pratensis) is een vaste plant die behoort tot de duizendknoopfamilie (Polygonaceae).
De plant is de hybride van de krulzuring en ridderzuring.

## Kenmerken
De plant wordt 80-150 cm hoog en bloeit van juni tot oktober. Als hybride plant levert de bermzuring weinig goede fertiele vruchten.
Bermzuring komt voor in bermen met vochtige en voedselrijke grond.
Als uiterlijke kenmerken heeft de plant de hartvormig bladvoet van de ridderzuring en gekroesde bladrand van de krulzuring.